# Partido da Libertação Proletária
O Partido da Libertação Proletária foi um partido político de esquerda, de orientação marxista, existente no Brasil entre 1989 e 1992.
Em janeiro de 1989, com a perspectiva de obtenção do registro legal de sua organização, o Coletivo Gregório Bezerra promove o 1o Congresso do Partido da Libertação Proletária (PLP), adotando provisoriamente essa denominação.
Nas eleições presidenciais ocorridas no Brasil em 1989, o PLP/CGB declara apoio à pre-candidatura de Luiz Inácio Lula da Silva pela Frente Brasil Popular (PT, PSB e PCdoB). Em 1990, ainda sem o registro da própria legenda, apoia a candidatura de Darcy Ribeiro (PDT) para o governo do estado do Rio de Janeiro, elegendo também pelo PDT o Deputado Estadual Carlos Vignoli, posteriormente expulso da organização.
No ano de 1992, o PLP/CGB integra-se à Frente Revolucionária (FR), uma articulação promovida pela Convergência Socialista que, expulsa do PT, passou a investir na fundação de um novo partido. No âmbito da FR, o CGB/PLP obtém obtém seu registro, passando a denominar-se Partido da Frente Socialista (PFS).